# پارک ملی آکان ماشو
پارک ملی آکان ماشو (به لاتین: Akan Mashu National Park) یک پارک ملی در ژاپن است که در Hokkaido Prefecture واقع شده‌است.